# Pik Forshteven’
Der Pik Forshteven’ (englische Transkription von russisch Пик Форштевень Pik Forschtewen, deutsch ‚Vorstevengipfel‘) ist ein Berg im ostantarktischen Königin-Maud-Land. In den Drygalskibergen der Orvinfjella ragt er nordwestlich des Fenriskjeften auf.
Russische Wissenschaftler benannten ihn.